# Stimmendialog
Der Stimmendialog (orig. Voice Dialogue) ist eine psychologische Therapiemethode nach den amerikanischen Psychotherapeuten Sidra und Hal Stone.
Der Stimmendialog beruht auf den Erkenntnissen von C.G. Jung zur Persönlichkeitsstruktur. Er gliederte die Psyche in verschiedene Bereiche, z. B. in den „Animus“, den männlichen und die „Anima“, den weiblichen Teil. Teile der Persönlichkeit (auch „Sub-Persönlichkeiten“ genannt) sind Aspekte des Selbst, die in eine tiefe, meist unbewusste Ebene der Psyche wirken. Häufig sind diese Teile verstoßen und verdrängt.
Gefühle, die jeder Mensch in seinem Leben erfahren hat (Schmerz, Angst, Wut, Schuld usw.), sind darin gespeichert. Diese Teile des Urschmerzes können durch Mangel an Verständnis und Liebe von Seiten der Eltern verstärkt werden.
Im Stimmendialog werden diese verschiedenen Teile des Unterbewussten gegeneinander abgegrenzt und es wird mit ihnen in Verbindung getreten. Durch die Ausdifferenzierung der verdrängten und unterdrückten Teile der Psyche besteht die Chance, Verletzungen zu heilen.
Nach der Identitätspsychologie besteht das menschliche Bewusstsein aus drei Teilen:
- Bewusstheit (awareness)
- die Erfahrung der eigenen Persönlichkeit (the experience of the selves)
- ein waches Ego.

Siehe auch
- Inneres Team